# Joona Veteli
Joona Veteli (Kemi, 21 aprile 1995) è un calciatore finlandese, centrocampista dell'Ilves.

## Carriera

### Club
Nel 2011, Veteli ha vestito la maglia dei Palloseura Kemi Kings, debuttando in Ykkönen in data 9 luglio, subentrando ad Aleksi Räihä nella sconfitta per 3-1 maturata sul campo del KooTeePee. Ha disputato 2 partite di campionato nel corso di quella stagione.
Nel 2012 si è trasferito al TP-47, in Kakkonen. Ha debuttato con questa maglia il 7 luglio, schierato titolare nella vittoria esterna per 0-3 sul campo dello YPA. Il 9 agosto successivo ha trovato la prima rete in campionato, nel 5-2 inflitto all'HauPa. È rimasto in squadra per tre stagioni, totalizzando 61 presenze e 5 reti in Kakkonen.
Nel 2015, Veteli è passato allo Jaro: ha esordito in Veikkausliiga in data 8 maggio, subentrando a Peter Opiyo nella sconfitta interna per 1-2 contro il RoPS. L'anno successivo è tornato ai Palloseura Kemi Kings, sempre nella massima divisione finlandese.
Il 3 gennaio 2017, i norvegesi del Fredrikstad hanno ufficializzato sul proprio sito internet l'ingaggio di Veteli, che ha firmato un contratto triennale con il nuovo club. Ha esordito in squadra il 17 aprile, nel pareggio per 0-0 sul campo del Sandnes Ulf. Al termine di quella stessa annata, il Fredrikstad è retrocesso in 2. divisjon.

### Nazionale
Veteli ha rappresentato la Finlandia a livello Under-21. Ha esordito il 23 marzo 2016, quando ha sostituito Glen Kamara nella sconfitta in amichevole contro la Polonia, col punteggio di 1-0. Il 2 giugno successivo ha disputato la prima partita nelle qualificazioni al campionato europeo 2017, quando è subentrato a Jasse Tuominen nella vittoria per 1-6 in casa delle Fær Øer.

## Statistiche

### Presenze e reti nei club
Statistiche aggiornate al 9 settembre 2020.
| Stagione             | Club                 | Campionato           | Campionato | Campionato | Coppe nazionali | Coppe nazionali | Coppe nazionali | Coppe continentali | Coppe continentali | Coppe continentali | Supercoppe | Supercoppe | Supercoppe | Totale | Totale |
| Stagione             | Club                 | Comp                 | Pres       | Reti       | Comp            | Pres            | Reti            | Comp               | Pres               | Reti               | Comp       | Pres       | Reti       | Pres   | Reti   |
| -------------------- | -------------------- | -------------------- | ---------- | ---------- | --------------- | --------------- | --------------- | ------------------ | ------------------ | ------------------ | ---------- | ---------- | ---------- | ------ | ------ |
| 2011                 | PS Kemi Kings        | Y                    | 2          | 0          | CF+CdL          | ?               | ?               | -                  | -                  | -                  | -          | -          | -          | 2+     | 0+     |
| 2012                 | TP-47                | Ka                   | 11         | 1          | CF+CdL          | ?               | ?               | -                  | -                  | -                  | -          | -          | -          | 11+    | 1+     |
| 2013                 | TP-47                | Ka                   | 26         | 0          | CF+CdL          | ?               | ?               | -                  | -                  | -                  | -          | -          | -          | 26+    | 0+     |
| 2014                 | TP-47                | Ka                   | 24         | 4          | CF+CdL          | ?               | ?               | -                  | -                  | -                  | -          | -          | -          | 24+    | 4+     |
| Totale TP-47         | Totale TP-47         | Totale TP-47         | 61         | 5          |                 | ?               | ?               |                    | -                  | -                  |            | -          | -          | 61+    | 5+     |
| 2015                 | Jaro                 | VL                   | 27         | 0          | CF+CdL          | 1+4             | 0+2             | -                  | -                  | -                  | -          | -          | -          | 32     | 2      |
| 2016                 | PS Kemi Kings        | VL                   | 28         | 0          | CF+CdL          | 2+5             | 0+1             | -                  | -                  | -                  | -          | -          | -          | 35     | 1      |
| Totale PS Kemi Kings | Totale PS Kemi Kings | Totale PS Kemi Kings | 30         | 0          |                 | 7+              | 1+              |                    | -                  | -                  |            | -          | -          | 37+    | 1+     |
| 2017                 | Fredrikstad          | 1D                   | 24+1       | 3+0        | CN              | 1               | 0               | -                  | -                  | -                  | -          | -          | -          | 26     | 3      |
| 2018                 | Fredrikstad          | 2D                   | 20+2       | 8+0        | CN              | 1               | 0               | -                  | -                  | -                  | -          | -          | -          | 23     | 8      |
| 2019                 | Fredrikstad          | 2D                   | 22         | 5          | CN              | 2               | 0               | -                  | -                  | -                  | -          | -          | -          | 24     | 5      |
| Totale Fredrikstad   | Totale Fredrikstad   | Totale Fredrikstad   | 66+3       | 16+0       |                 | 4               | 0               |                    | -                  | -                  |            | -          | -          | 73     | 16     |
| 2020                 | Ilves                | VL                   | 4          | 0          | CF              | 3               | 1               | UEL                | 1                  | 1                  | -          | -          | -          | 8      | 2      |
| Totale               | Totale               | Totale               | 188+3      | 21+0       |                 | 19+             | 4+              |                    | 1                  | 1                  |            | -          | -          | 211+   | 26+    |